# The Damned Don't Cry
The Damned Don't Cry is een Amerikaanse film noir uit 1950 onder regie van Vincent Sherman. Het scenario is losjes gebaseerd op het leven van de koerier Virginia Hill en haar relatie met de crimineel Bugsy Siegel. Destijds werd de film in Nederland uitgebracht onder de titel Het complot der verdoemden.

## Verhaal
Na het overlijden van een crimineel zijn de ogen van de wereld gericht op Ethel Whitehead. Wanneer ze niet met open armen wordt ontvangen in haar ouderlijk huis, denkt ze terug aan haar armoedige bestaan, voordat ze de crimineel leerde kennen. Ze was getrouwd en verloor haar kind. Ze dacht dat haar bestaan niet slechter kon worden.

## Rolverdeling
| Acteur           | Personage                             |
| ---------------- | ------------------------------------- |
| Joan Crawford    | Ethel Whitehead / Lorna Hansen Forbes |
| David Brian      | George Castleman / Joe Caveny         |
| Steve Cochran    | Nick Prenta                           |
| Kent Smith       | Martin Blackford                      |
| Hugh Sanders     | Grady                                 |
| Selena Royle     | Patricia Longworth                    |
| Jacqueline deWit | Sandra                                |
| Morris Ankrum    | Jim Whitehead                         |
| Edith Evanson    | Mevrouw Castleman                     |
| Richard Egan     | Roy                                   |